# Księstwo bielskie (wielkolitewskie)
Księstwo bielskie – wielkolitewskie księstwo ze stolicą w Białej. Pierwszym znanym właścicielem księstwa bielskiego był książę (kniaź) Iwan Bielski, syn Włodzimierza Olgierdowicza.

## Geografia
Księstwo bielskie składało się z ziem Werchowje, Bolszowo, Szoptowo „itd.” ze stolicą w Białej. Było położone na granicy Wielkiego Księstwa Litewskiego oraz Wielkiego Księstwa Moskiewskiego.

## Historia

Biała (na mapie jako Bélaya) i okolice w okresie wojen moskiewskich

Pierwsza wzmianka dotycząca książąt Bielskich dotyczy Iwana Bielskiego, którego spotykamy w latach 20. XV wieku z tytułem księcia Bielskiego w okolicznościach jego zaślubin z siostrą żony Władysława Jagiełły – Wasylią Holszańską. Iwan został zaproszony przez Nowogrodzian do Wielkiego Nowogrodu, gdzie sprawował funkcję namiestnika w latach 1445–1446, była to również ostatnia znana do dziś wzmianka na jego temat. 
Według polskiego historyka, Józefa Wolffa (1852–1900), choć Kronika Bychowca nazywa Iwana księciem Bielskim to we współcześnie znanych dokumentach nigdzie z tym tytułem nie występuje. Oznacza to również, że nie jest pewne czy księstwo bielskie z ośrodkiem w Białej był kiedykolwiek nadany jemu czy nawet jego synom. Przeciw temu stoją natomiast nowsze publikacje, według których księstwo bielskie zostało nadane Iwanowi przez Witolda na początku XV wieku.
Książę Semen Bielski, syn Iwana Bielskiego pozbył się swoich trzech braci i panował udzielnie w księstwie bielskim. Ze wszystkich synów Iwana, to Semen pozostawił najwięcej śladów historycznych w Wielkim Księstwie Litewskim. W 1484 roku pozwał księcia Iwana Semenowicza Kobryńskiego o dobra należące do ''jego stryja'' – księcia Andrzeja Włodzimierzowicza. Kobryński jednak dowiódł, że jego żona jest wnuczką wspomnianego Andrzeja, za co otrzymał dekret przysądzający owe majątki tejże żonie. Kilka lat później Semen poddał się Moskwie wraz ze wszystkimi swoimi posiadłościami zlokalizowanymi ówcześnie w Wielkim Księstwie Litewskim. Należy przy tym zaznaczyć, że księstwo bielskie było położone na granicy obu państw (tj. Wielkiego Księstwa Litewskiego oraz Wielkiego Księstwa Moskiewskiego).

## Książęta bielscy
| Portret | Imię                          | Okres panowania |
| ------- | ----------------------------- | --------------- |
|         | Iwan Włodzimierzowicz Bielski | XV w. – po 1446 |
|         | Semen Iwanowicz Bielski       | ? – ?           |